# Nobuko Nakahara
Nobuko Nakahara (japanisch 中原暢子 Nakahara Nobuko, geboren am 5. Januar 1929 in Urawa, gestorben am 5. Juli 2008) war eine japanische Architektin. In ihrem Werk setzte sie Landestraditionen in moderner Architekturgestaltung und Bautechnik um. Sie gründete mit den Architektinnen Masako Hayashi und Hatsue Yamada ein gemeinsames Büro und gehörte zu den frühen Pionierinnen ihres Berufes im Japan. Sie engagierte sich international für Frauen in der Architektur.

## Leben und Werk
Sie war die Tochter einer Stadträtin und eines Lehrers. Ab 1941 besuchte sie eine Mädchenschule. Während des Pazifikkrieges wurde ihre Schule 1945 in eine Uniformfabrik umgewandelt, so dass sie die Schule bereits nach vier Jahren verlassen musste.
Im Krieg war aufgrund der Luftangriffe künstliche Beleuchtung stark reglementiert. Mit ihrer Familie zog sie sich deshalb zum Lesen in einen kleinen Teil des Hauses zurück. In späteren Interviews berichtete sie, dass sie durch diese Zeit geprägt wurde. Nach dem Ende des Krieges habe sie sich frei gefühlt und gespürt, wie hell die Welt ist. Deshalb habe sie in ihrem Werk sehr auf das Spiel von Licht und Schatten geachtet.
Ab 1945 besuchte sie die Kasei Gakuin Special School, an der Frauen zu guten Hausfrauen und Müttern ausgebildet wurden. Nobuko Nakahara dazu: „Ich ging in die Abteilung für Gesundheitserziehung. Ich habe japanische und westliche Küche, chinesische Küche und Konditorei studiert. Nach dem Abschluss wurde mir klar, dass das, was ich studiert hatte, nicht das war, was ich wirklich studieren wollte. Ich habe mich für ein Architekturstudium entschieden.“
Im Jahr 1951 begann sie ein Studium an der Musashi Industrial University (später Tokyo City University) bei Professor Kurata und gehörte damit zu den allerersten Architektur-Absolventinnen in Japan. Während ihrer weiterführenden Studien als wissenschaftliche Mitarbeiterin am Institut für Industriewissenschaften der Universität Tokio arbeitete sie im Büro des Architekten Kiyoshi Ikebe (1920–1979). Sie arbeitete am Projekt „Numazu City Public Hall“ (1953) und war an der Weiterentwicklung der Hyperbolische Paraboloidschale (HP-Schale) beteiligt. Sie stand den Tragwerksplanern Hoji Nukushina und Takumi Orimoto nahe. Mit den Architektinnen Masako Hayashi und Hatsue Yamada gründete sie 1958 ein gemeinsames Architekturbüro. Wichtige Werke von Nakahara waren das „Gebäude K“, die „Residenz Y“ und die „Villa M“, die „Karuizawa Lodge“ in Saku sowie das „Haus in Kaikio“ (1975). 1962, vier Jahre nach der Bürogründung, realisierte sie den „Chogakuin temple“ in Saitama mit HP-Schalen als Dachkonstruktion. Nakahara führte hier eine „Entkoppelte HP-Hülle“ ein, bei der sie die Randbalken der Hülle krümmte. Das Dach war eine neu entwickelte Kombination aus vier HP-Schalen, die von vier Pfeilern getragen werden. Die Balken und Säulen wurden aus einem gleichseitig-dreieckigen Querschnitt entwickelt und leiteten das Regenwasser mit Hilfe von Rillen ab. Docomomo Japan registrierte das Gebäude im Jahr 2020. Einen Schwerpunkt ihrer Arbeit bildeten außerdem Teezeremonienräume. Ab 1985 lehrte sie an der Kasei-Gakuin-Universität, 1999 ging sie in den Ruhestand.
1953 war sie eine der Gründerinnen der Architektinnen-Vereinigung „PODOKO“. Daraus ergaben sich erste Entwürfe für eine Frühgeborenenstation im Auftrag der Yokohama City Women's Association, die jedoch nie ausgeführt wurden. Nobuko Nakahara war 1963 Mitbegründerin des Kongresses der UIFA (International Union of Women in Architecture) und wurde deren Vizepräsidentin. Im Jahr 1976 nahm sie zusammen mit Eulie Chowdhury, Alison Smithson, Jane Drew, Denise Scott Brown, Anne Tyng, Anna Bofill, Gae Aulenti, Bola Sohande, Mona Mokhtar, Hande Suher, Nelly García, Hanne Kjerholm, Laura Mertsi und Helena Polivkova am Internationalen Kongress der Architektinnen zum Thema „The Crisis of Identity in Architecture“ in Teheran teil. Als Präsidentin der UIFA Japan organisierte sie 1998 den 12. UIFA-Kongress „Menschen, Architektur und Städte in einer Ära der ökologischen Koexistenz“ in Tokio.
Zu ihren Lebzeiten wurden ihre Arbeiten in der Ausstellung „Women and Architecture - creating better housing and cities/towns for supporting both work and family life in Center for Advancement of Working Women“ (Tokio, 2002) präsentiert. Posthum wurden 2010 einige Arbeiten in der Ausstellung „Glass Ceilings: Highlights from the International Archive of Women Architects im Virginia Center for Architecture“ (Richmond, März–Juni 2010) gezeigt. Auch in der Ausstellung „Living hand in hand with architecture“ (The National Women’s Education Center 2012) war sie vertreten. Die Special Collections and University Archives der Virginia Tech University verwahren Exponate zu ihrer Biografie und ihrem Werk. Sie war Beiratsmitglied des Archivs.